# Sandra Sangiao
Sandra Sánchez Sangiao (née à Santpedor le 30 avril 1988) est une chanteuse de musique traditionnelle. 

## Biographie

### Formation
Diplômée en musique moderne et jazz à l'École supérieure de musique de Catalogne, elle fait partie du Barcelona Gipsy balKan Orchestra, un groupe de musique klezmer et tzigane d'Europe de l'Est et de musiques du monde. 

### Carrière
Elle a chanté dans plus de vingt pays, dont le Porgy&Bess de Vienne, le Kino Šiška de Ljubljana, le Teatro Parenti de Milan, le CRR Concert Hall d'Istanbul, La Bellevilloise de Paris, le Palau de la Música Catalana et l'Auditorie de Barcelone, et dans des festivals comme La Fira Mediterrània (Manresa), l'International Gipsy Festival (Tilburg), le Imago Jazz Festival (Slovénie), le Trois Culturas (Frigiliana),. Elle participé aussi au Barcelone Gospel Messengers, Lua (duo avec la guitariste minorquine Annabel Villalonga), Sam Lardner (comme choriste), Sandra et Anaïs (duo avec l'aussi santpedorenca Anaïs Vila Casanovas) et Bakary Keita (musique mandinga), et enfin Caminos de Voz, son atelier de chant et d'expression.